# New York Knicks 1973-1974
La stagione 1973-74 dei New York Knicks fu la 25ª nella NBA per la franchigia.
I New York Knicks arrivarono secondi nella Atlantic Division della Eastern Conference con un record di 49-33. Nei play-off vinsero la semifinale di conference con i Capital Bullets (4-3), perdendo poi la finale di conference con i Boston Celtics (4-1).

## Roster
| N° | Naz.                   | Ruolo | Sportivo         | Anno | Alt. | Peso |
| -- | ---------------------- | ----- | ---------------- | ---- | ---- | ---- |
| 6  | Stati Uniti (bandiera) | AC    | Tom Riker        | 1950 | 208  | 102  |
| 7  | Stati Uniti (bandiera) | G     | Dean Meminger    | 1948 | 183  | 79   |
| 10 | Stati Uniti (bandiera) | AC    | Walt Frazier     | 1945 | 193  | 91   |
| 12 | Stati Uniti (bandiera) | GA    | Dick Barnett     | 1936 | 193  | 86   |
| 14 | Stati Uniti (bandiera) | G     | Dick Garrett     | 1947 | 191  | 84   |
| 15 | Stati Uniti (bandiera) | G     | Earl Monroe      | 1944 | 191  | 84   |
| 16 | Stati Uniti (bandiera) | G     | Allie McGuire    | 1951 | 191  | 79   |
| 17 | Stati Uniti (bandiera) | G     | Henry Bibby      | 1949 | 185  | 84   |
| 18 | Stati Uniti (bandiera) | AC    | Phil Jackson     | 1945 | 203  | 100  |
| 19 | Stati Uniti (bandiera) | AC    | Willis Reed      | 1942 | 206  | 107  |
| 22 | Stati Uniti (bandiera) | GA    | Dave DeBusschere | 1940 | 198  | 100  |
| 24 | Stati Uniti (bandiera) | GA    | Bill Bradley     | 1943 | 196  | 93   |
| 31 | Stati Uniti (bandiera) | A     | Mel Davis        | 1950 | 198  | 100  |
| 32 | Stati Uniti (bandiera) | AC    | Jerry Lucas      | 1940 | 203  | 104  |
| 40 | Stati Uniti (bandiera) | AC    | John Gianelli    | 1950 | 208  | 100  |
| 43 | Stati Uniti (bandiera) | A     | Harthorne Wingo  | 1947 | 198  | 95   |
| 46 | Stati Uniti (bandiera) | A     | Dennis Bell      | 1951 | 196  | 84   |

## Staff tecnico
- Allenatore: Red Holzman
- Vice-allenatori: Dick McGuire, Dick Barnett